# Landtag Schwarzburg-Rudolstadt (1870)
Dieser Artikel behandelt den  Landtag Schwarzburg-Rudolstadt 1870.

## Landtag
Die Landtagswahl fand am 21. Januar 1870 statt.
Als Abgeordnete wurden gewählt:
| Name                                  | Wohnort/Rittergut                          | Kurie                              | Wahlkreis                                   | Anmerkung |
| ------------------------------------- | ------------------------------------------ | ---------------------------------- | ------------------------------------------- | --- |
| Gustav Adolph Baumbach                | Königsee                                   | Kleiner Städte und Landbevölkerung | Königsee – Land                             | |
| Johann Georg August Bräutigam         | Stadtilm                                   | Größere Städte                     | Stadtilm                                    | Stellvertreter für Schmidt vom 10. bis 12. November 1870                                                     |
| Anton Christian Garthoff              | Frankenhausen                              | Kleiner Städte und Landbevölkerung | Frankenhausen – Land II                     | |
| Johann Carl August Heyder             | auf Großliebringen                         | Größere Grundbesitzer              | Landratsamtsbezirke Rudolstadt und Königsee | Stellvertreter für von Holleben vom 10. bis 12. November 1870                                                |
| Ludwig Karl von Holleben              | Auf Wildenspring und Luisengrün/Rudolstadt | Größere Grundbesitzer              | Landratsamtsbezirke Rudolstadt und Königsee | |
| Johann Balthasar Nicol Hößrich        | Katzhütte                                  | Kleiner Städte und Landbevölkerung | Katzhütte                                   | Eingetreten am 1. März 1870 als Nachfolger für Ali Müller, Neuhaus, der die Annahme der Wahl abgelehnt hatte |
| Heinrich Eduard Knoch                 | Blankenburg                                | Kleiner Städte und Landbevölkerung | Amtsbezirk Ilm                              | |
| Friedrich Emil Kühn                   | Königsee                                   | Größere Städte                     | Königsee                                    | |
| Johann August Wilhelm Neubert         | Borxleben                                  | Kleiner Städte und Landbevölkerung | Frankenhausen – Land I                      | |
| Carl Gustav Neumann                   | Rudolstadt                                 | Größere Städte                     | Rudolstadt                                  | |
| Christian Wilhelm Oertel              | Sitzendorf                                 | Kleiner Städte und Landbevölkerung | Oberweißbach                                | |
| Karl Hermann Scheller                 | auf Schwarza                               | Größere Grundbesitzer              | Landratsamtsbezirke Rudolstadt und Königsee | |
| Carl Bernhard Schmelzer               | auf Thaleben                               | Größere Grundbesitzer              | Landratsamtsbezirk Frankenhausen            | |
| Ernst Wilhelm Schmidt                 | Stadtilm                                   | Größere Städte                     | Stadtilm                                    | |
| Carl Friedrich Reinhold Sigismund     | Schwarzenburg                              | Kleiner Städte und Landbevölkerung | Amtsbezirke Rudolstadt und Blankenburg      | |
| Christian Friedrich Constantin Sorger | Rudolstadt                                 | Größere Städte                     | Rudolstadt                                  | |
| Albert Wiemann                        | Frankenhausen                              | Größere Städte                     | Frankenhausen                               | |
| August Rudolf Zimmermann              | Könitz                                     | Kleiner Städte und Landbevölkerung | Amtsbezirk Leutenberg                       | |

Der Landtag wählte unter Alterspräsident Anton Garthoff seinen Vorstand selbst. Landtags-Director (Parlamentspräsident) wurde Eduard Knoch. Als Stellvertreter wurde Albert Wiemann gewählt.
Der Landtag kam zwischen dem 21. Februar und dem 12. November 1870 zu 19 öffentlichen Plenarsitzungen in einer ordentlichen und einer außerordentlichen Sitzungsperiode zusammen. Mit fürstlichem Dekret vom 1. Dezember 1870 wurde der Landtag aufgelöst.